# Lion de la Feuillée

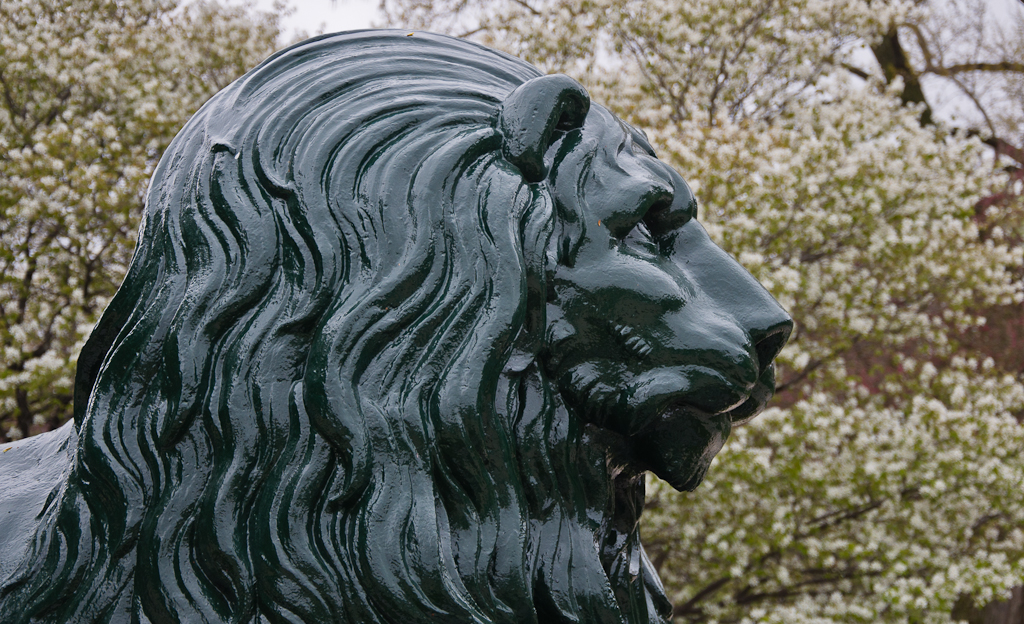
Profil de la statue

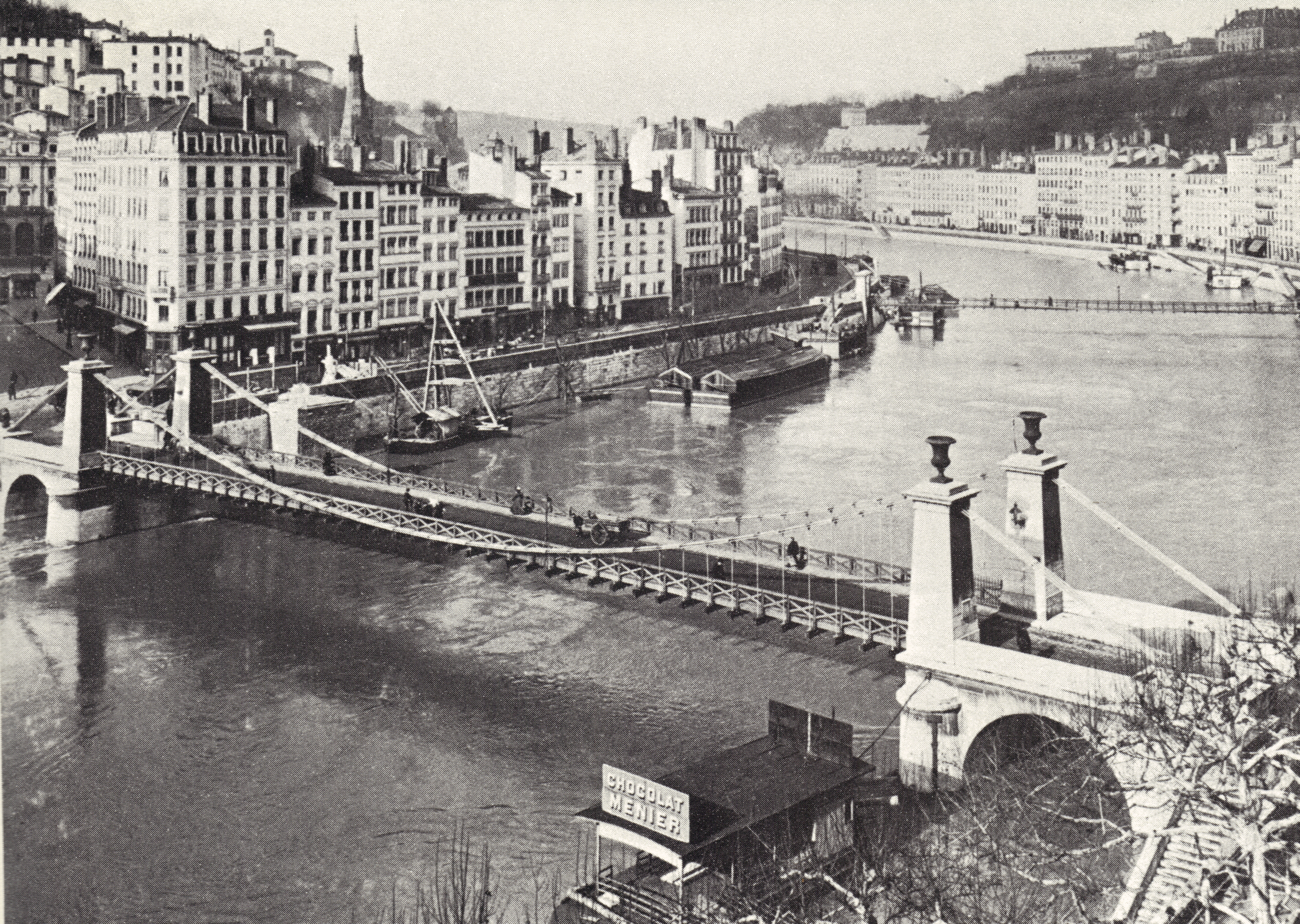
Ancien Pont la Feuillée (on distingue la forme des lions)

Le Lion de la Feuillée est un monument du Jardin botanique de Montréal au Canada, provenant du pont la Feuillée, à Lyon, en France.

## Histoire
La statue du lion qui est à l'entrée de la roseraie a été donné par la ville de Lyon pour le 350e anniversaire de Montréal en 1992. 
Le premier pont la Feuillée est un pont à haubans qui ouvre au public le 28 septembre 1831 pour enjamber la Saône à Lyon. L'architecte René Dardel conçoit ce pont avec quatre lions faisant face à chaque ancrage des haubans. Durant la reconstruction du pont en 1910, les quatre lions ainsi que quatre vasques sont déplacés à l'usine des eaux de Saint-Clair. En 1992, un des lions prend la route de Montréal.